# Buena Vista Færge
|  | Maskinoversættelse og/eller tvivlsomt indhold Denne sides indhold bærer præg af at være en maskinoversættelse og/eller meget dårligt og uklart formuleret. Det vurderes at sproget er så dårligt og eventuelt forkert eller til at misforstå, at det bør omskrives eller oversættes på ny. Du kan hjælpe med at oversætte til korrekt dansk i denne og lignende artikler. Hvis dette ikke sker inden for kort tid, kan en sletning komme på tale. Se evt. denne sides diskussionsside eller i artikelhistorikken. |

Buena Vista Færge er en færgeforbindelse i den amerikanske stat Oregon. Den forbinder Marion County og Polk County over Willamette-floden, som er 220 meter bred på dette tidspunkt.
Indtil 2011 blev operationen med en trolleyfærge kun udført fra april til oktober.
I 2011 byggede Diversified Marine en større trolleyfærge i Portland, Oregon, drevet af trefaset 480-volt, 60-hertz køreledning. Det blev delvist finansieret af statslige infrastrukturinvesteringer. Det er nu i drift hele året rundt, syv dage om ugen fra 7.00 til 19.00.

## Links
- http://www.co.marion.or.us/PW/ferries/Pages/buenaferryfees.aspx
- http://photos.salemhistory.net/cdm4/results.php?CISOOP1=all&CISOBOX1=&CISOFIELD1=title&CISOOP2=exact&CISOBOX2=Buena%20Vista%20Ferry&CISOFIELD2=subjec&CISOOP3=any&CISOBOX3=&CISOFIELD3=descri&CISOOP4=none&CISOBOX4=&CISOFIELD4=audiena&CISOROOT=all